# Traumatismo dentário
O traumatismo dentário refere-se a trauma (lesão) nos dentes e / ou periodonto (gengiva, ligamento periodontal, osso alveolar) e tecidos moles próximos, como lábios, língua, etc. O estudo do trauma dentário é denominado traumatologia dentária.  Essas lesões podem ser simples, envolvendo apenas o esmalte, ou complexas levando até  mesmo a perda definitiva do elemento dentário.  Dentre os principais fatores de traumatismos dento alveolares, têm-se os acidentes automobilísticos, desportivos, agressões físicas, além das causas sem etiologia mecânica ou patológica

## Tipos

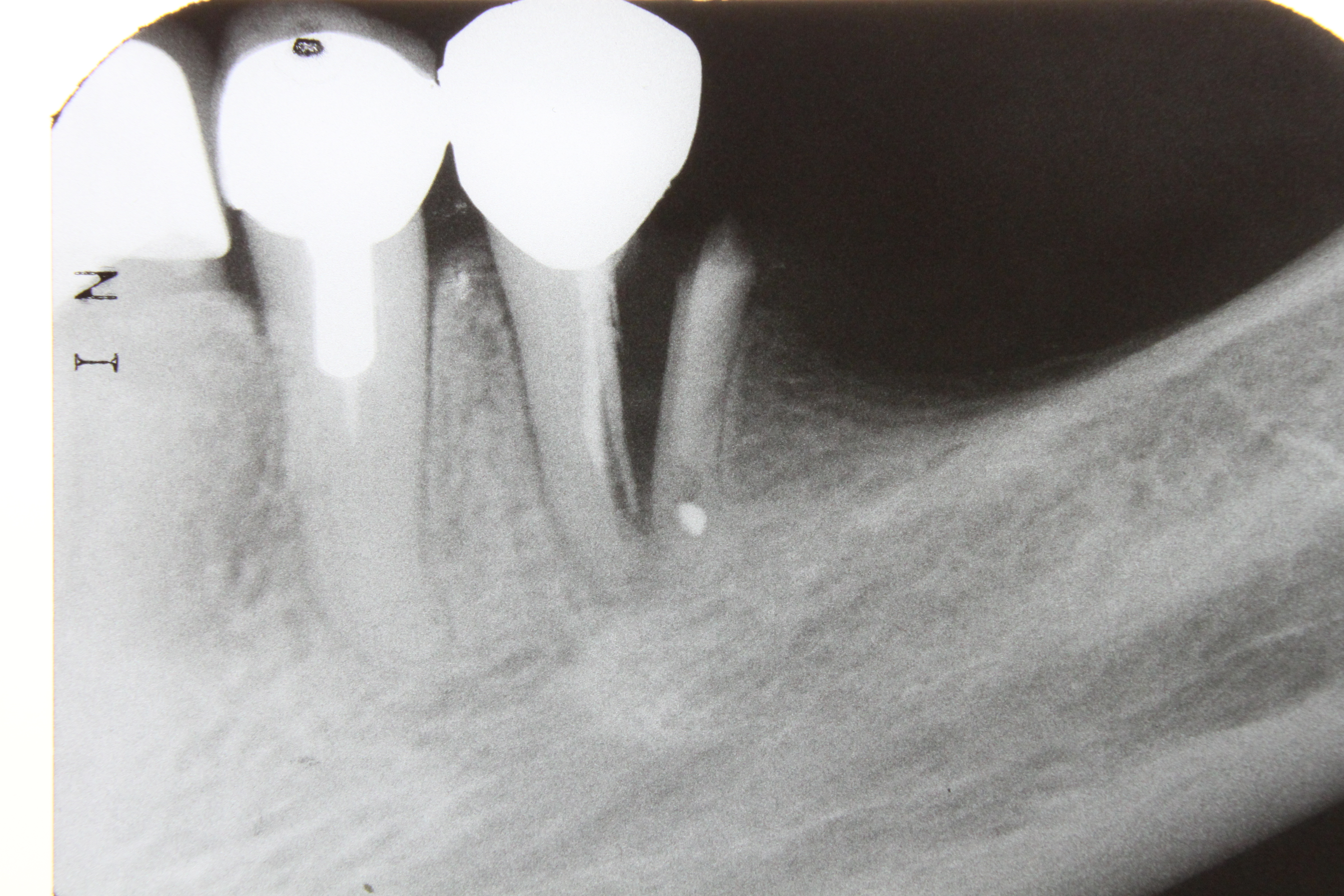
Fratura de raiz

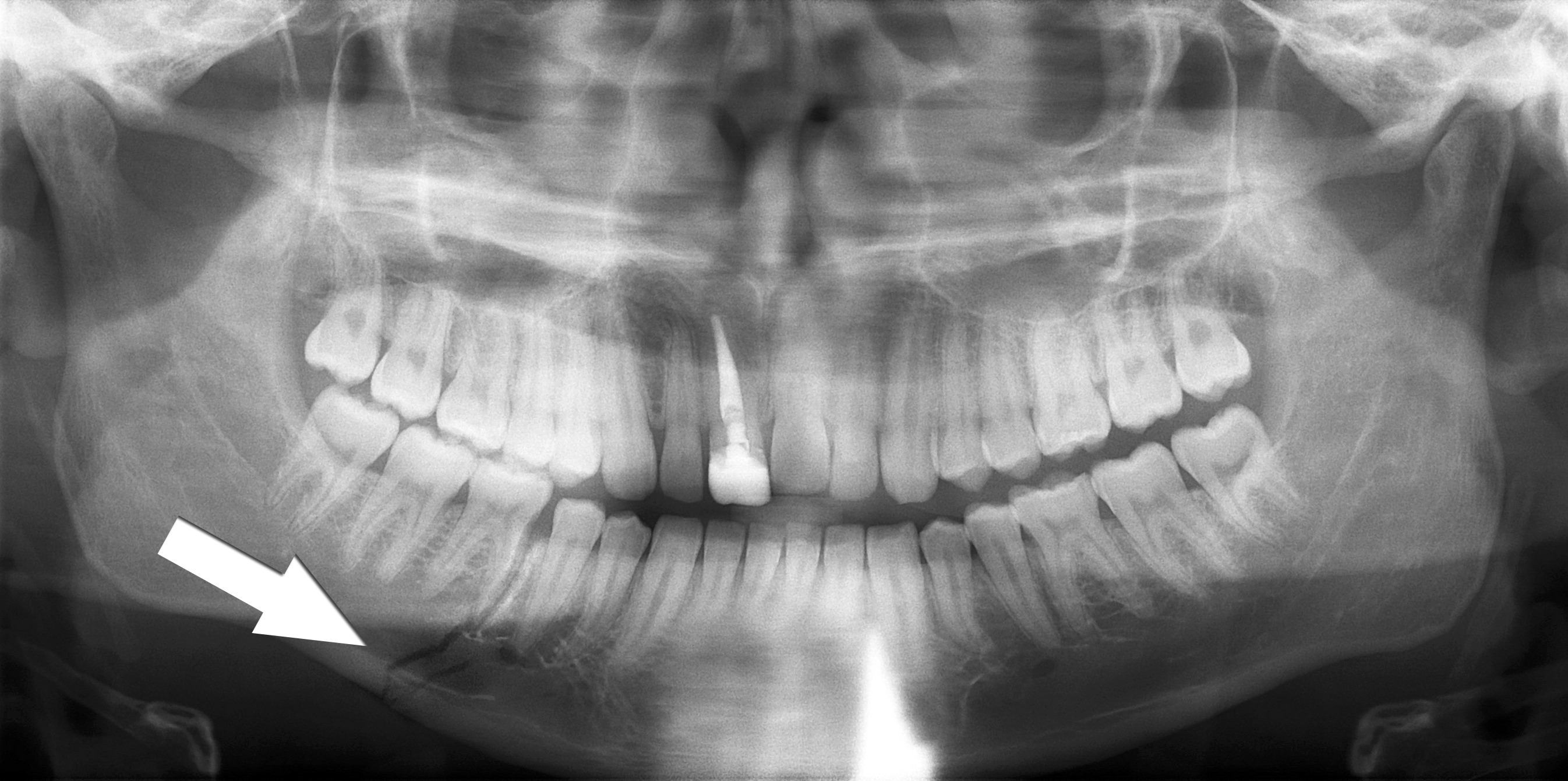
Fratura simples de mandíbula

### Lesões dentárias
Lesões dentais incluem:  
- Infração de esmalte
- Fratura de esmalte
- Fratura esmalte-dentina
- Fratura de esmalte-dentina envolvendo exposição pulpar.
- Fratura de raiz de dente.

### Lesões periodontais
- Concussão (hematoma)
- Subluxação do dente (dente solto)
- Luxação do dente (deslocado)
  - Extrusivo
  - Intrusivo
  - Lateral
- Avulsão do dente [6]

### Lesões no osso de suporte

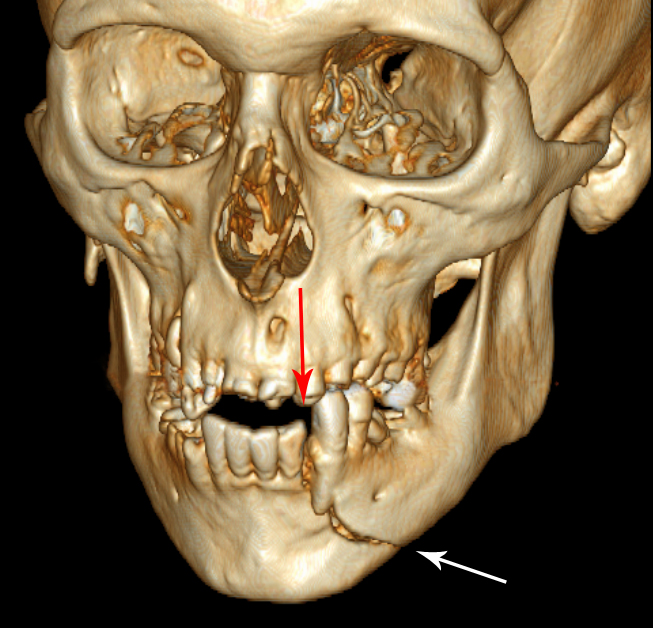
TC 3D de fratura de mandíbula.

Essa lesão envolve o osso alveolar e pode se estender além do alvéolo.   Existem 5 tipos diferentes de fraturas alveolares:
- Fratura comunicada da parede do alvéolo
- Fratura da parede da cavidade
- Fratura dento-alveolar (segmentar)
- Fratura da maxila: Fratura Le Fort, fratura zigomática, erupção orbital
- Fratura da mandíbula

As lesões traumáticas envolvendo os alvéolos podem ser complicadas, pois não ocorrem de forma isolada, muitas vezes se apresentando juntamente com outros tipos de lesões do tecido dentário.
Sinais de fratura dento-alveolar:
- Elementos dentários movendo-se juntos como um segmento e normalmente são deslocados.
- Hematomas na gengiva inserida.
- Gengiva em toda a linha de fratura frequentemente lacerada[9].

Investigação: Requer mais de uma visualização radiográfica para identificar a linha de fratura.
Tratamento: Reposicionar os dentes deslocados sob anestesia local e estabilizar o segmento móvel com uma tala por quatro semanas; suturar quaisquer lacerações de partes moles.

### Laceração de tecido mole

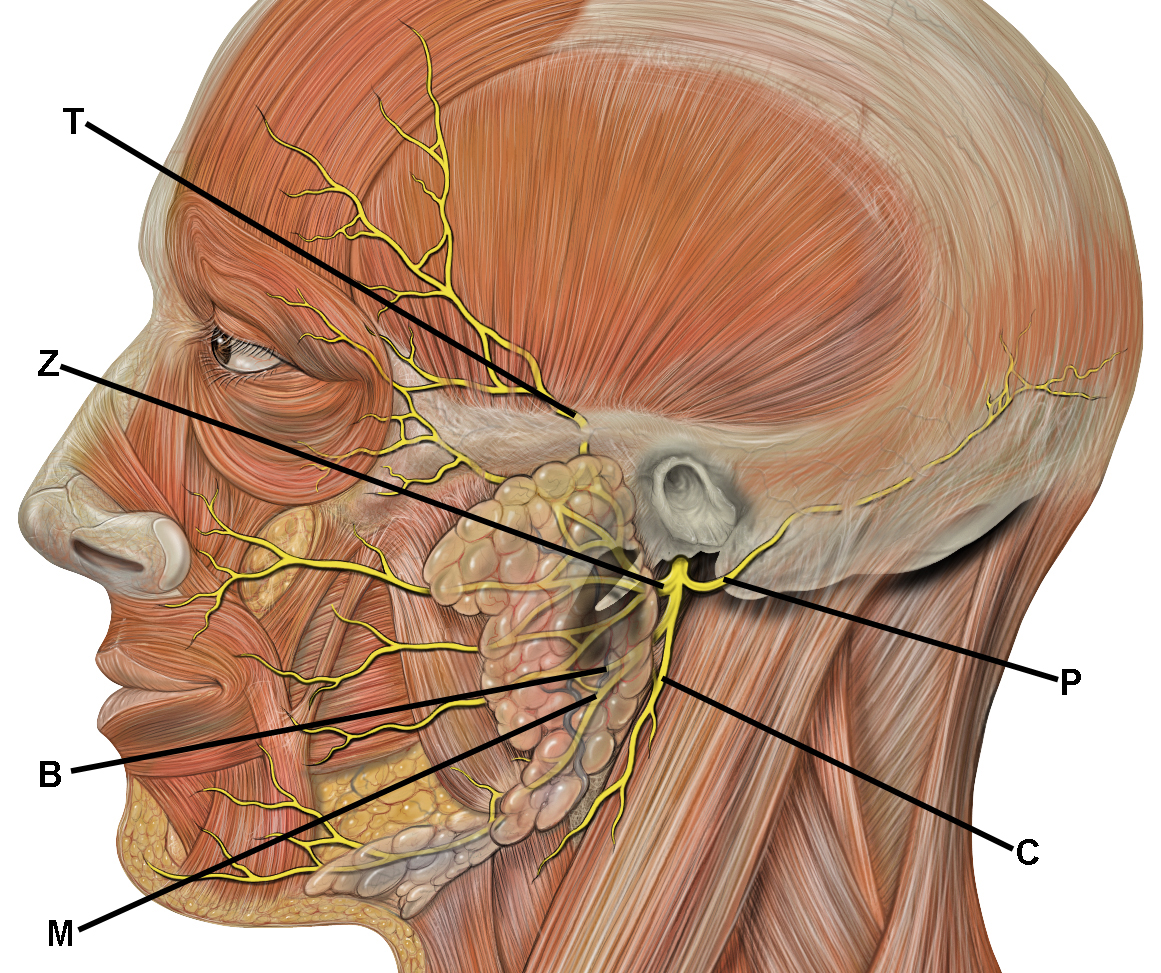
Ramos do nervo facial. O nervo facial deve ser examinado para qualquer dano potencial quando a mucosa bucal está envolvida.

Lesões em tecidos moles são comumente apresentadas em associação com traumas dentais. As áreas normalmente afetadas são lábios, mucosa bucal, gengivas, freio e língua. As lesões mais comuns são lábios e gengivas. Para os lábios, é importante descartar a presença de objetos estranhos em feridas e lacerações por meio de um exame cuidadoso. Uma radiografia pode ser feita para identificar quaisquer objetos estranhos em potencial.  
Lacerações de gengiva pequenas normalmente cicatrizam espontaneamente e não requerem nenhuma intervenção. No entanto, esta pode ser uma das apresentações clínicas de uma fratura alveolar. O sangramento da gengiva, especialmente ao redor das margens, pode sugerir lesão do ligamento periodontal do dente.
O nervo facial e o ducto parotídeo devem ser examinados para qualquer dano potencial quando a mucosa bucal está envolvida.
As feridas de tecido profundo devem ser reparadas em camadas com suturas reabsorvíveis.

### Dentes decíduos
Traumas em dentes decíduos são frequentes nos consultórios, e o planejamento, tratamento devem ser feitos de maneira rápida, pra que não tenha nenhuma consequência  nos dentes permanentes. Sem dúvida, os profissionais devem conhecer as características de cada trauma dentário e suas consequências, para ajudar na escolha do  tratamento. É importante o diagnóstico para intervir, no mesmo momento ou apenas ser acompanhado.
Geralmente, os traumas ocorrem mais comumente na idade de 2 a 3 anos, durante o desenvolvimento da coordenação motora, e o tratamento resultante prioriza a segurança do dente permanente,  para evitar qualquer risco de danificar os sucessores.  Isso ocorre porque o ápice da raiz de um dente decíduo lesado fica muito próximo ao germe do dente adulto.
Portanto, um dente decíduo deslocado será extraído se for observado através da radiografia, que ele invadiu o germe do dente permanente em desenvolvimento.  Se isso acontecer, os pais devem ser avisados sobre as possíveis complicações, como hipoplasia do esmalte, hipocalcificação, dilaceração da coroa / raiz ou interrupções na sequência de erupção dentária. 
Em resposta ao trauma, o elemento dentário decíduo apresenta sua primeira reação conhecida como hiperemia pulpar, mesmo que esse trauma seja de leve intensidade. Em decorrência disso, observa-se a descoloração coronária, que ocorre devido ao acúmulo de sangue no interior da câmara pulpar. No exame clinico, podem ser encontrados tons amarelados, brancos opacos (geralmente relacionados a calcificações do canal pulpar).
As sequelas potenciais podem envolver necrose pulpar, obliteração pulpar e reabsorção radicular. A necrose é a complicação mais comum e uma avaliação geralmente é feita com base na cor  complementada com o monitoramento radiográfico. Uma mudança na cor pode significar que o dente ainda é vital, mas se isso persistir é provável que não seja vital. Por isso, é importante o acompanhamento com o dentista.

### Dentes permanentes
Os dentes permanentes, principalmente os incisivos centrais superiores, são os mais afetados, e a fratura coronária de esmalte e dentina a injúria mais frequente.

#### Lesões dentárias[4]
| Lesão dentária                             | Descobertas clínicas | Achados radiográficos | Tratamento | Acompanhamento |
| Infração de esmalte                        | •Uma rachadura no esmalte; •Sem perda da estrutura dentária; •Sem sensibilidade.                                                                                   | •Sem anormalidades. </br> | •Geralmente, nenhum tratamento é necessário •A descoloração de rachaduras proeminentes pode ser evitada por ataque ácido e selagem com resina. | •Sem necessidade de acompanhamento. |
| Fratura de esmalte                         | •Fratura envolvendo apenas esmalte; •Sem sensibilidade; •Com mobilidade normal e resposta pulpar.                                                                  | •Perda de esmalte •Pode ser necessária radiografia de lábio ou bochecha para localizar fragmentos de dente ou outros materiais</br>            | •Se disponível, o fragmento do dente pode ser colado de volta ao dente; •Se não estiver disponível, o dente pode ser restaurado com resina composta. | •6–8 semanas: exame clínico e radiográfico. •1 ano: exame clínico e radiográfico. |
| Fratura de esmalte-dentina                 | •Fratura envolvendo esmalte e dentina; •Sem exposição pulpar; •Sem sensibilidade; •Com mobilidade normal e resposta pulpar.                                        | •Perda de esmalte e dentina; •Pode ser necessária radiografia de lábio ou bochecha para localizar fragmentos de dente ou outros materiais.     | •Se disponível, o fragmento do dente pode ser colado de volta ao dente; •Se não estiver disponível, o dente pode ser restaurado com resina composta; •Se a dentina estiver a 0,5 mm da polpa, hidróxido de cálcio colocado e coberto com ionômero de vidro. | •6–8 semanas: exame clínico e radiográfico. •1 ano: exame clínico e radiográfico. |
| Fratura esmalte-dentina-polpa              | •Fratura envolvendo esmalte e dentina com exposição pulpar; •Sem dor; •Com mobilidade normal; •A polpa exposta será sensível aos estímulos.                        | •Perda de esmalte e dentina; •Pode ser necessária radiografia de lábio ou bochecha para localizar fragmentos de dente ou outros materiais</br> | No desenvolvimento dos dentes, preserve a vitalidade pulpar por capeamento pulpar ou pulpotomia parcial com hidróxido de cálcio; Em dentes maduros, o tratamento de canal radicular é geralmente realizado. | •6–8 semanas: exame clínico e radiográfico. •1 ano: exame clínico e radiográfico. |
| Fratura coroa-raiz sem envolvimento pulpar | •Fratura envolvendo esmalte, dentina e cemento sem exposição pulpar; •A fratura se estende abaixo da margem da gengiva; •Dente macio com fragmento de coroa móvel. | •A linha de fratura que se estende pela raiz pode não ser visível.                                                                             | Emergência: O objetivo é estabilizar o fragmento solto, imobilizando-o nos dentes adjacentes Não emergencial: Remoção do fragmento solto (após gengivectomia, cirurgia ou via ortodôntica), tratamento do canal radicular e restauração com coroa pós-retida •Em casos extremos (como uma fratura vertical), o dente pode precisar ser extraído. | •6–8 semanas: exame clínico e radiográfico. •1 ano: exame clínico e radiográfico. |
| Fratura coroa-raiz com envolvimento pulpar | •Fratura envolvendo esmalte, dentina e cemento com exposição pulpa;r •Dente macio com fragmento de coroa móvel.                                                    | •A linha de fratura que se estende pela raiz pode não ser visível.                                                                             | Emergência: •O objetivo é estabilizar o fragmento solto, imobilizando-o nos dentes adjacentes. •No desenvolvimento dos dentes, preserve a vitalidade pulpar por capeamento pulpar ou pulpotomia parcial com hidróxido de cálcio. •Em dentes maduros, o tratamento de canal radicular é geralmente realizado Não emergencial: Remoção do fragmento solto (após gengivectomia, cirurgia ou via ortodôntica), tratamento do canal radicular e restauração com coroa pós-retida. Em casos extremos (como uma fratura vertical), o dente pode precisar ser extraído. | •6–8 semanas: exame clínico e radiográfico. •1 ano: exame clínico e radiográfico. |
| Fratura de raiz                            | •Segmento de coroa móvel ou deslocado •Sensibilidade, devido ao sangramento gengival; •O dente pode estar descolorido (vermelho ou cinza).                         | •A linha de fratura envolvendo a raiz será vista, bem como a direção.                                                                          | Se deslocado: •Reposicione o dente e verifique a posição com um raio-x; –Contenção flexível usado para estabilizar o dente por pelo menos 4 semanas e, em seguida, reavaliar a estabilidade do dente; •Monitore a cicatrização por pelo menos 1 ano para avaliar o status da polpa. O tratamento do canal radicular será necessário se a necrose pulpar se desenvolver (isso ocorre em ~ 20% das fraturas radiculares²). | •4 semanas: remoção da tala, exame clínico e radiográfico. •6–8 semanas: exame clínico e radiográfico. •4 meses: remoção da tala em fraturas do terço cervical, exame clínico e radiográfico. •6 meses: exame clínico e radiográfico. •1 ano: exame clínico e radiográfico. •5 anos: exame clínico e radiográfico. |

| Lesão periodontal | Descobertas clínicas | Achados radiográficos | Tratamento | Acompanhamento |
| Concussão         | •Sensibilidade; •Sem deslocamento; •Mobilidade normal. | •Sem anormalidades. | •Sem necessidade de tratamento. | •4 semanas: exame clínico e radiográfico. •6–8 semanas: exame clínico e radiográfico. •1 ano: exame clínico e radiográfico. |
| Subluxação        | •Sensibilidade; •Sem deslocamento, •Com maior mobilidade; •Pode apresentar Sangramento gengival. | •Sem anormalidades. | •Normalmente, nenhum tratamento é necessário •Pode usar uma contenção flexível para estabilizar o dente por até 2 semanas. | •2 semanas: remoção da tala, exame clínico e radiográfico. •4 semanas: exame clínico e radiográfico. •6–8 semanas: exame clínico e radiográfico. •6 meses: exame clínico e radiográfico. •1 ano: exame clínico e radiográfico.                                                           |
| Extrusão          | •O dente parece mais longo; •Mobilidade. | •O espaço do ligamento periodontal é aumentado apicalmente.                                                                                                   | •O dente é reposicionado suavemente no encaixe; •Dente estabilizado com uma contenção flexível por 2 semanas; •Sinais e sintomas de necrose pulpar indicam a necessidade de tratamento endodôntico para prevenir a reabsorção radicular. | •2 semanas: remoção da tala, exame clínico e radiográfico. •4 semanas: exame clínico e radiográfico. •6–8 semanas: exame clínico e radiográfico. •6 meses: exame clínico e radiográfico. •1 ano: exame clínico e radiográfico anual. •5 anos: exame clínico e radiográfico.              |
| Luxação lateral   | •O dente está deslocado; •Mais comumente em direção ao céu da boca / língua ou ao lábio; •Dente ficará imóvel; •Percussão dentária dará um som metálico (anquilótico) agudo; •Fratura do processo alveolar | •O espaço do ligamento periodontal é alargado. | •Reposicione o dente usando os dedos ou uma pinça para remover sua "trava óssea"; •Reposicione-o suavemente no alvéolo; •Dente estabilizado com uma contenção flexível por 4 semanas; •Sinais e sintomas de necrose pulpar indicam a necessidade de tratamento endodôntico para prevenir a reabsorção radicular. | •2 semanas: exame clínico e radiográfico. •4 semanas: remoção da tala, exame clínico e radiográfico. •6–8 semanas: exame clínico e radiográfico. •6 meses: exame clínico e radiográfico. •1 ano: exame clínico e radiográfico. •Anualmente durante 5 anos: exame clínico e radiográfico. |
| Intrusão          | •O dente é deslocado para o osso alveolar; •Percussão dentária dará um som metálico (anquilótico) agudo.                                                                                                   | •Ausência de espaço do ligamento periodontal em parte ou na totalidade da raiz; •A junção cemento-esmalte aparece mais apicalmente para o dente traumatizado. | •Se formação de raiz incompleta: –Dê tempo para o dente irromper naturalmente, mas se não houver movimento após algumas semanas, comece o reposicionamento ortodôntico intrusão> 7 mm: –Reposicionamento cirúrgico ou ortodôntico estabilizar com tala flexível por 4 semanas após o reposicionamento •Se a formação da raiz for completa: –Intrusão <3 mm: aguarde a erupção natural, mas se nenhum movimento após 2 a 4 semanas, reposicione cirurgicamente ou ortodonticamente Intrudido 3-7mm: reposicionamento cirúrgico ou ortodôntico intrusão> 7 mm: reposicionamento cirúrgico probabilidade de necrose pulpar nesses dentes, portanto, o tratamento endodôntico com obturação temporária de hidróxido de cálcio em primeira instância e iniciar tratamento endodôntico 2-3 semanas após o reposicionamento; •Estabilizar com contenção flexível por 4 semanas após o reposicionamento. | •2 semanas: exame clínico e radiográfico. •4 semanas: remoção da tala, exame clínico e radiográfico. •6–8 semanas: exame clínico e radiográfico. •6 meses: exame clínico e radiográfico. •1 ano: exame clínico e radiográfico. •Anualmente durante 5 anos: exame clínico e radiográfico. |
| Avulsão           | •Dente completamente removido do alvéolo. | •Radiografia necessária para garantir que o dente ausente não tenha intruído•                                                                                 | •Para obter informações sobre procedimentos de primeiros socorros para dentes avulsionados, consulte a seção "Gerenciamento" desta página, •O tratamento dependerá se o dente tem um ápice aberto ou fechado e quanto tempo o dente ficou fora da boca antes da chegada à clínica odontológica (consulte o Guia de Trauma Dental para detalhes completos do tratamento). | 4 semanas: remoção da tala, exame clínico e radiográfico. 3 meses: exame clínico e radiográfico. 6 meses: exame clínico e radiográfico. 1 ano: exame clínico e radiográfico anual. |

## Fatores de risco
- Idade, especialmente crianças pequenas [13] [15] [21]
  1. Estágio da dentição decídua (2–3 anos, quando a função motora da criança está se desenvolvendo e começa a aprender a andar / correr)
  2. Estágio de dentição mista (8-10 anos)
  3. Estágio de dentição permanente (13-15 anos)
- Masculino > Feminino  [22]
- Temporada (muitos incidentes de trauma ocorrem mais no verão do que no inverno) [23]
- Esportes, especialmente esportes de contato como futebol, hóquei, rúgbi, basquete e patinação [24]
- Piercing na língua e lábios [25]
- Treinamento militar [26] [27]
- Aguda alterações na pressão barométrica, ou seja, o barotrauma dental,[28] que pode afetar de mergulhadores [29] a aviadores [30]
- Má oclusão de Classe II com sobressaliência aumentada e relação esquelética de Classe II [31] [32] e lábios incompetentes [33] são os fatores de risco significativos

## Prevenção
A prevenção em geral é relativamente difícil, pois é quase impossível impedir a ocorrência de acidentes, especialmente em crianças que são bastante ativas. O uso regular de protetor bucal durante esportes e outras atividades de alto risco (como treinamento militar) é a prevenção mais eficaz de traumatismo dentário.   Eles estão sendo colocados principalmente nos dentes superiores, pois apresentam maior risco de traumatismo dentário em comparação com os dentes inferiores. Idealmente, os protetores de goma devem ser confortáveis para os usuários, retentivos, inodoros, insípidos e os materiais não devem causar nenhum dano ao corpo.  No entanto, estudos em várias populações de alto risco para lesões dentárias relataram repetidamente a baixa adesão dos indivíduos ao uso regular de protetor bucal durante as atividades.  Além disso, mesmo com o uso regular, a eficácia da prevenção de lesões dentárias não é completa e ainda podem ocorrer lesões mesmo quando os protetores bucais são usados, pois os usuários nem sempre estão cientes das melhores marcas ou tamanhos, o que inevitavelmente resulta em um ajuste inadequado. 
Tipos de protetores gengival:  
- Estoque já moldado
  - Não recomendado, pois não conforma os dentes de forma alguma
  - Má retenção
  - Mal ajustado
  - Maior risco de deslocamento durante esportes de contato podendo bloquear as vias aéreas, o que pode levar a dificuldade respiratória
- Auto-moldado / ferver e morder
  - Faixa limitada de tamanhos, o que pode resultar em encaixe inadequado
  - Pode ser facilmente remodelado se distorcido
  - Barato
- Personalizado
  - Feito com etileno vinil acetato
  - O tipo mais ideal de proteção gengival[39]
  - Boa retenção
  - Capaz de construir em múltiplas camadas / laminações
  - Caro

Uma das medidas mais importantes é transmitir conhecimento e conscientização sobre lesões dentárias para aqueles que estão envolvidos em ambientes esportivos, como, por exemplo, o boxe, principalmente para crianças em idade escolar em que estão sob alto risco de sofrer traumatismo dentário. É relevante realizar a promoção de uma extensa campanha educacional, incluindo palestras, folhetos, pôsteres que devem ser apresentados de forma compreensível.

## Tratamento
O tratamento depende do tipo de lesão envolvida, se o dente é  decíduo ou permanente.  A área deve ser limpa com cuidado, e deve-se procurar ajuda profissional do .  Veja  e o site do Guia de Trauma Dental para mais detalhes. Se um dente for avulsionado, certifique-se de que é um dente permanente (os dentes decíduos não devem ser reimplantados e, em vez disso, o local da lesão deve ser limpo para permitir que o dente adulto comece a erupcionar).
- Tranquilize o paciente e mantenha-o calmo.
- Se o dente for encontrado, pegue-o pela coroa (a parte branca). Evite tocar na parte da raiz.
- Se o dente estiver sujo, lave-o brevemente (10 segundos) em água fria corrente, mas não esfregue o dente.[6]
- Coloque o dente de volta no alvéolo de onde foi perdido, tomando cuidado para colocá-lo da maneira correta (combinando com o outro dente)
- Estimule o paciente a morder um lenço para segurar o dente na posição.[43]
- Se não for possível substituir o dente imediatamente, o ideal é que o dente seja colocado na solução salina balanceada de Hank, [44] se não estiver disponível, em um copo de leite ou um recipiente com a saliva do paciente ou na bochecha do paciente (mantendo entre os dentes e a parte interna da bochecha - observe que não é adequado para crianças pequenas que podem engolir o dente). O transporte do dente na água não é recomendado, pois isso danificará as delicadas células que compõem o interior do dente.
- Procure tratamento odontológico de emergência imediatamente.[23]

Quando os dentes traumatizados permanecem doloridos, é devido aos danos nos ligamentos periodontais (por exemplo, subluxação dentária ), uma contenção temporária dos dentes  podem  aliviar a dor , ajudando  assim a realizar as refeições.  Contenções só devem ser usadas em certas situações. Esplintagem em luxação lateral e extrusiva teve um prognóstico pior do que em fraturas radiculares.    Falha em replantar o dente avulsionado nos primeiros 40 minutos após a lesão pode resultar em um prognóstico muito ruim para o dente.  O manejo dos dentes decíduos feridos difere do manejo dos dentes permanentes; um dente decíduo avulsionado não deve ser replantado (para evitar danos à cripta dental permanente).  Isso se deve à grande proximidade do ápice de um dente decíduo ao dente permanente por baixo. A dentição permanente pode sofrer de malformação dentária, dentes retidos e distúrbios de erupção devido a traumas nos dentes decíduos. A prioridade deve ser sempre reduzir o dano potencial à dentição permanente subjacente. 
Para outras lesões, é importante manter a área limpa - usando uma escova de dentes macia e antisséptico bucal como o gluconato de clorexidina . Alimentos macios e evitar esportes de contato também é recomendado em curto prazo. O atendimento odontológico deve ser procurado o mais rápido possível.

### Contenção
Um dente que sofreu trauma, geralmente apresenta mobilidade, isso devido  aos danos ao ligamento periodontal ou fratura da raiz  . A imobilização garante que o dente seja mantido na posição correta dentro do alvéolo, garantindo que nenhum trauma adicional ocorra para permitir a cura.  Uma contenção pode ser flexível ou rígida. Contenções flexíveis não imobilizam completamente o dente traumatizado e ainda permitem o movimento funcional. Em contraste, contenções rígidas imobilizam completamente o dente traumatizado.  As diretrizes da Associação Internacional de traumatologia dentária  recomendam o uso de contenções flexíveis e não rígidas por um curto período, afirmando que a cicatrização periodontal e pulpar é encorajada se o dente traumatizado tiver movimento leve e se o tempo de imobilização não for muito longo.  

## Complicações
Nem todas as sequelas do trauma são imediatas e muitas delas podem ocorrer meses ou anos após o incidente inicial, portanto, requer acompanhamento prolongado. Complicações comuns são necrose pulpar, obliteração pulpar, reabsorção radicular e danos aos dentes sucessores em traumas dentários de dentes decíduos. A complicação mais comum foi a necrose pulpar (34,2%). 50% dos dentes que sofreram trauma relacionado à avulsão apresentaram reabsorção radicular anquilótica após uma TIC mediana (tempo decorrido entre o evento traumático e o diagnóstico de complicações) de 1 à18 anos. Nos estudos, os dentes que sofreram múltiplos eventos traumáticos também apresentaram maior chance de necrose pulpar (61,9%) em comparação com os dentes que sofreram uma única lesão traumática (25,3%).

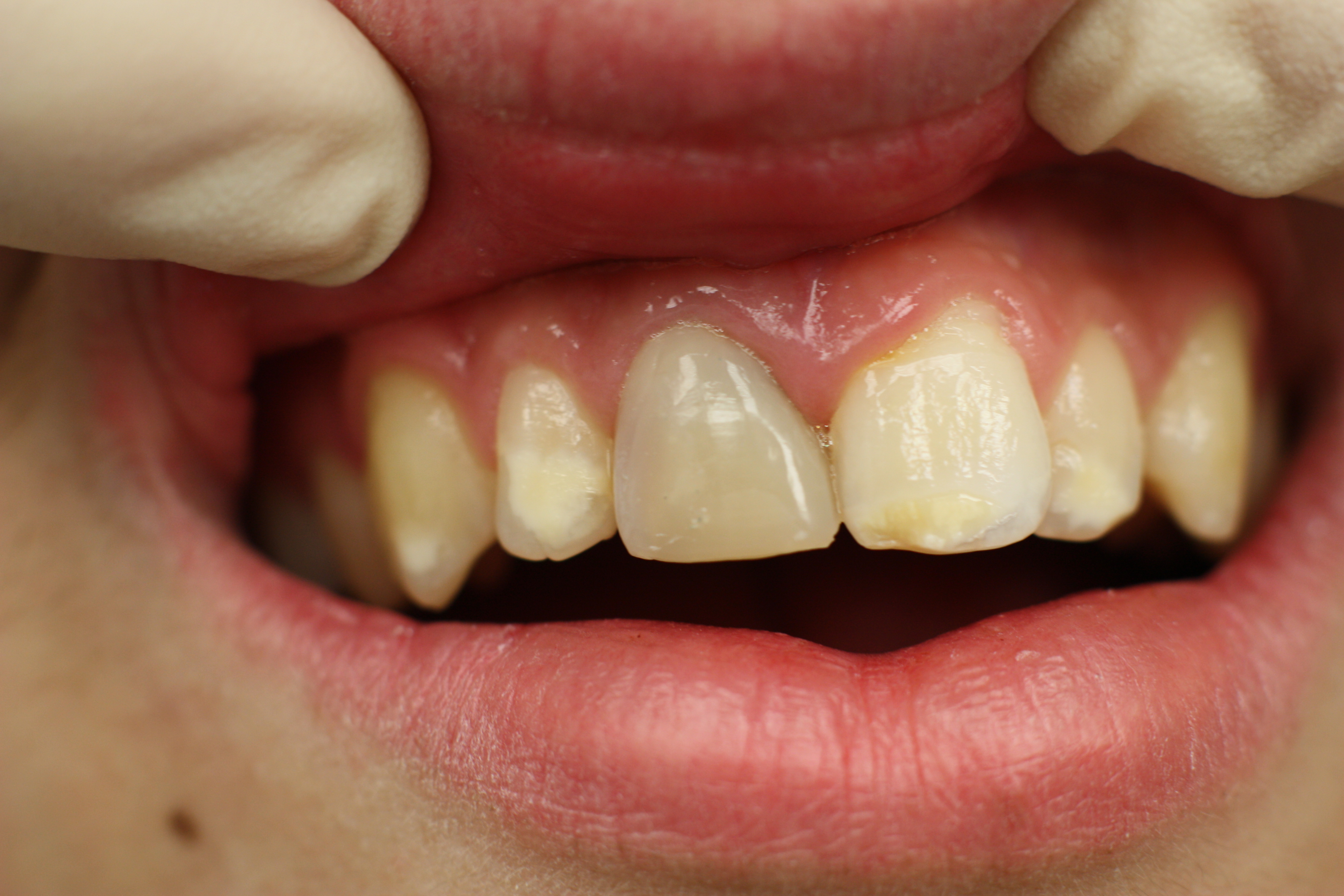
A imagem mostra um incisivo anterior direito superior cinza descolorido, geralmente indicando que o dente não é vital.

### Necrose pulpar
A necrose pulpar geralmente ocorre como necrose isquêmica (infarto) causada pela interrupção do suprimento sanguíneo no forame apical ou como necrose liquefativa relacionada à infecção após trauma dentário. Os sinais de necrose pulpar incluem:
- Cor cinza persistente ao dente que não desbota.
- Sinais radiográficos de inflamação periapical.
- Sinais clínicos de infecção: sensibilidade, seios da face, supuração, inchaço.

As opções de tratamento serão a extração do dente decíduo. Para o dente permanente, o tratamento endodôntico pode ser considerado.

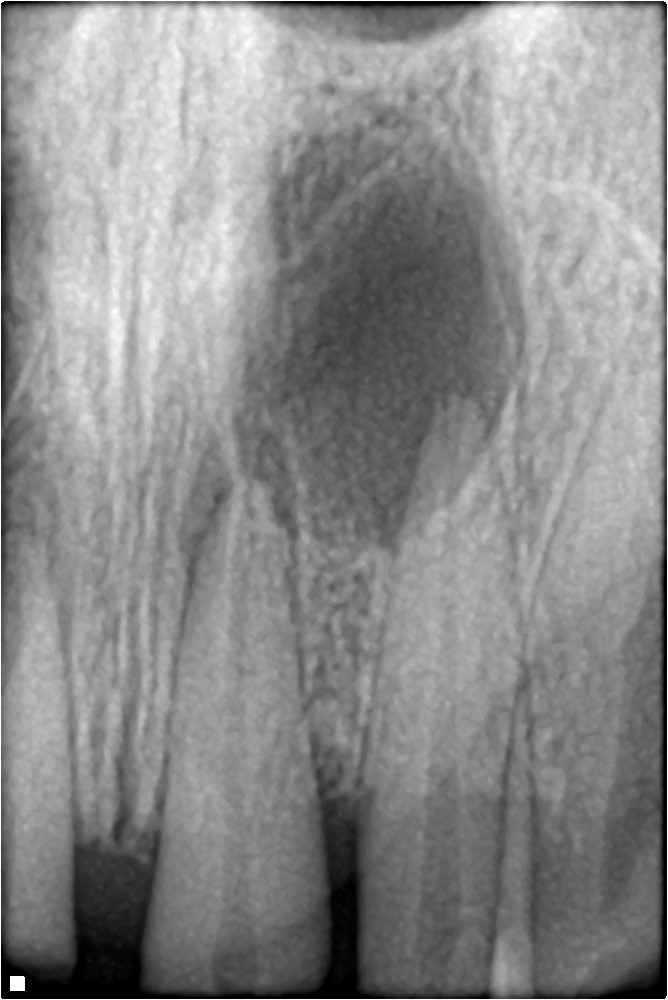
Os sinais radiográficos de inflamação periapical são geralmente evidentes em um dente com polpa necrótica.

### Reabsorção de raiz
A reabsorção radicular após lesões dentais traumáticas, seja localizada ao longo da superfície radicular ou dentro do canal radicular, parece ser uma sequela de eventos de cicatrização de feridas, onde uma quantidade significativa do ligamento periodontal (LPD) ou polpa foi perdida devido as consequências do trauma agudo. 

### Obliteração pulpar
Entre 4 e 24% dos dentes traumatizados terão alguns graus de obliteração pulpar, que é caracterizada pela perda do espaço pulpar radiograficamente, e descoloração amarela da coroa clínica. Nenhum tratamento é necessário se for assintomático. As opções de tratamento serão a extração do dente decíduo sintomático. Para dentes permanentes sintomáticos, o tratamento endodôntico costuma ser desafiador, pois a câmara pulpar é preenchida com material calcificado e a sensação de "queda" ao entrar na câmara pulpar não ocorre. 

### Danos aos dentes sucessores
Traumas dentais nos dentes decíduos podem causar danos aos dentes permanentes. Especialmente durante o estágio de desenvolvimento, podendo ter as seguintes consequências: 
- Dilaceração da coroa
- Malformação semelhante a odontoma
- Sequestro de germes de dentes permanentes
- Dilaceração da raiz
- Não desenvolvimento da raiz.

## Epidemiologia
O traumatismo dentário é mais comum em pessoas mais jovens, sendo responsável por 17% das lesões corporais nas pessoas de 0 a 6 anos, em comparação com uma média de 5% em todas as idades.  É mais frequentemente observado em homens do que mulheres.  Lesões dentais traumáticas são mais comuns em dentes permanentes do que em dentes decíduos e geralmente envolvem os dentes anteriores da mandíbula superior. 
A região oral compreende 1% da área total do corpo, mas responde por 5% de todas as lesões corporais. Em crianças em idade pré-escolar, as lesões orais constituem até 17% de todas as lesões corporais. A incidência de lesões dentárias traumáticas é de 1% a 3% e a prevalência é estável em 20% a 30%. 
Quase 30% das crianças na pré-escola sofreram principalmente traumas nos dentes decíduos. Lesões dentárias envolvendo os dentes permanentes acontecem em quase 25% das crianças na escola e 30% dos adultos. O incidente varia em diferentes países, bem como dentro do próprio país. Os acidentes dentários traumáticos dependem do estado de atividade e também do fator do ambiente envolvente, mas são o principal fator de risco predisponente em comparação com a idade e o sexo da pessoa. 
O trauma é a causa mais comum de perda de incisivos permanentes na infância. O traumatismo dentário costuma levar à complicação principal, como necrose pulpar, e é quase impossível prever o prognóstico a longo prazo; o dente lesionado geralmente resulta em problemas a serem restaurados a longo prazo.   